# 코모에현

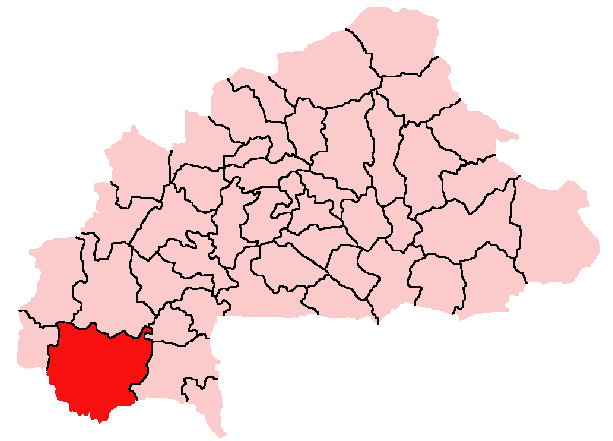
코모에현의 위치

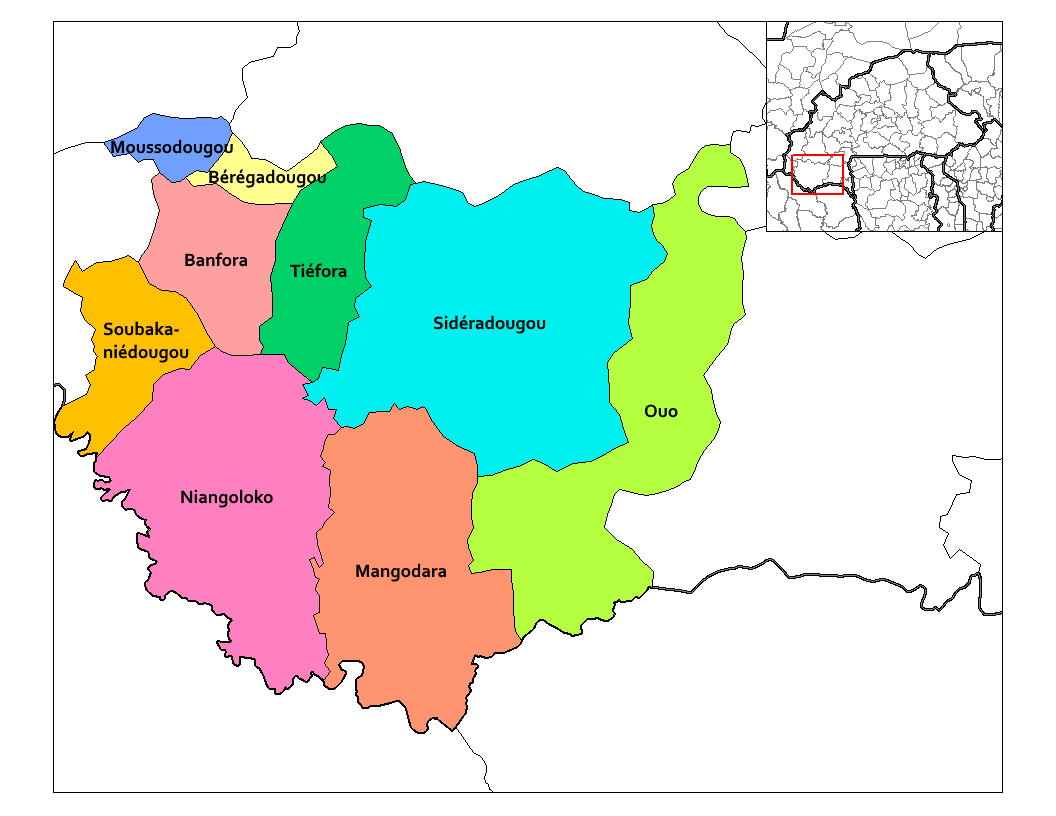
코모에현의 행정 구역

코모에현(프랑스어: Comoé)은 부르키나파소 카스카드주에 위치한 현으로, 현도는 방포라이며 면적은 15,277km2, 인구는 400,534명(2006년 기준)이다. 9개 군(방포라군, 베레가두구군, 망고다라군, 무소두구군, 니앙골로코군, 워군, 시데라두구군, 수바카니에두구군, 티에포라군)을 관할한다.

## 같이 보기
- 부르키나파소의 주
- 부르키나파소의 현